# Grand Lodge of Scotland

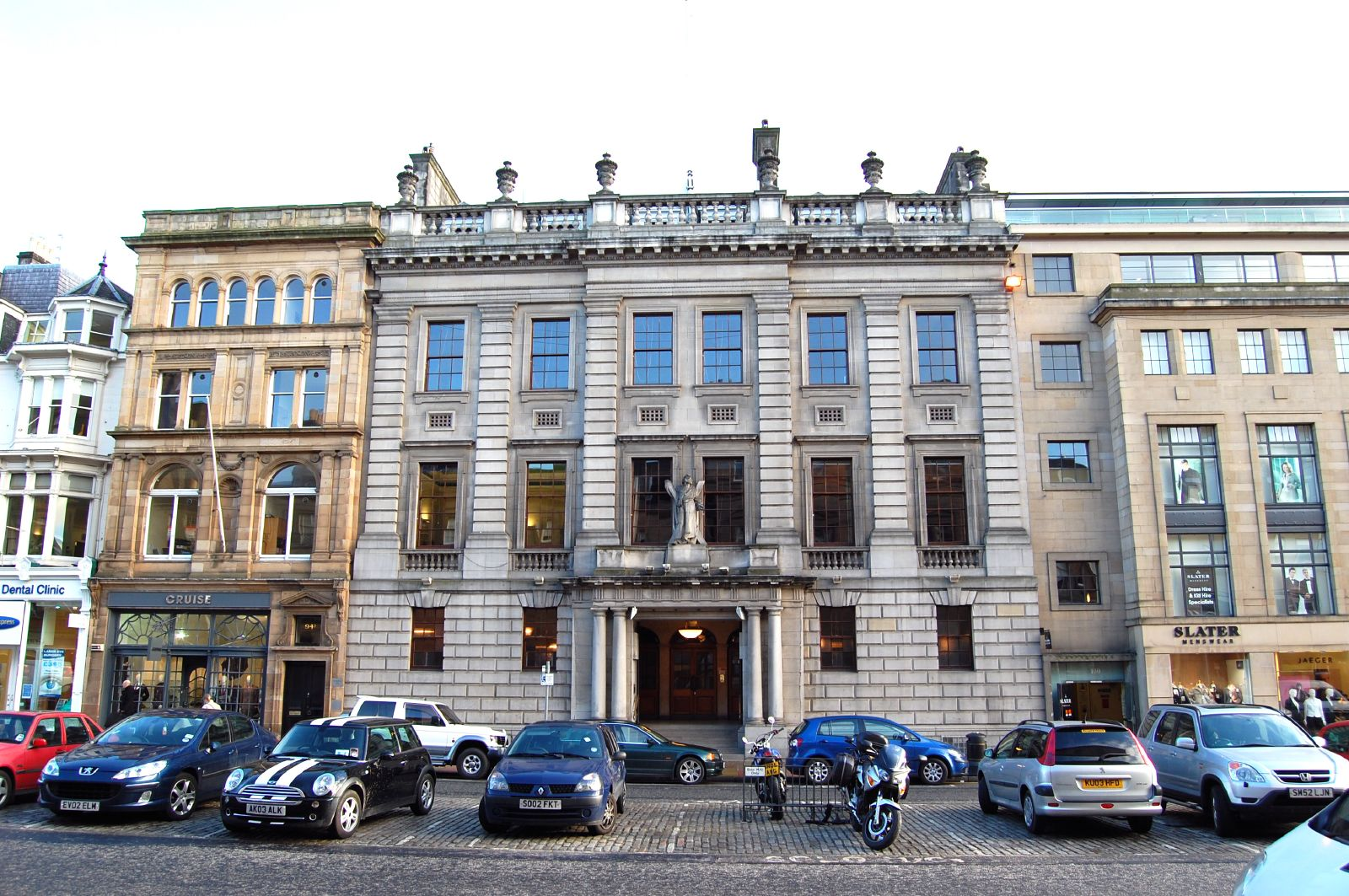
Freemasons' Hall, Edinburgh

De Grand Lodge of Scotland (G.L.S.) is een reguliere Britse obediëntie (koepelorganisatie van vrijmetselaarsloges) die uitsluitend toegankelijk is voor mannen. Zij werd opgericht in 1736 onder de naam Grand Lodge of Antient, Free and Accepted Masons of Scotland.
De Grand Lodge of Scotland vormt samen met de United Grand Lodge of England en de Grand Lodge of Ireland de zogeheten 'Home Grand Lodges', de oudste grootloges ter wereld met veel aanzien. De Reguliere Grootloge van België, het Grootoosten der Nederlanden en de Grand Lodge of Scotland onderhouden vriendschappelijke verhoudingen met elkaar.
De hoofdzetel van de Grand Lodge of Scotland bevindt zich in Freemasons' Hall, George Street in Edinburgh. In totaal kent de Grand Lodge of Scotland ruim 1000 loges, verspreid over vrijwel alle werelddelen.

## Ritus en graden
Binnen de loges van de Grand Lodge of Scotland worden de basisgraden van leerling, gezel en meester verleend. De rituele basis hiervoor wordt gevormd door de Standard Scottish Rite maar hier zijn verschillende varianten van. Daarnaast hebben de loges een grote mate van autonomie als het gaat om de uitvoering van het ritueel waardoor er in dit opzicht grote verschillen kunnen zijn tussen loges onderling. 
De Grand Lodge overziet ook de toepassing van de ritus van de Merkmeesters en die van de Royal Arch vrijmetselarij binnen haar jurisdictie.

## Structuur
Binnen Schotland zijn de loges die onder de jurisdictie van de Grand Lodge vallen gegroepeerd in Provincial Grand Lodges, daarbuiten - per land of per regio - in District Grand Lodges en Grand Superintendencies (losse groepen van loges). Anno 2025 overziet de Grand Lodge of Scotland binnen Schotland 32 Provincial Lodges en daarbuiten 26 District Grand Lodges en 4 Grand Superintendencies. 

## Aanwezigheid in België
De Grand Lodge of Scotland heeft op Belgische bodem twee actieve werkplaatsen:
- in Antwerpen loge nº 1385 'Wellington' (opgericht als Anglo-Belge onder het Grootoosten van België met n° 17 in 1893, slapend van 1914 tot 1923, overgegaan naar de G.L.S. op 20 januari 1933) - Engelstalig
- in Brussel loge nº 1465 'Allegiance', opgericht op 10 mei 1952 onder de G.L.S. - Engelstalig

Deze beide loges vallen direct onder het gezag van de Grand Lodge of Scotland.
De obediëntie had in het verleden op Belgische bodem nog vijf werkplaatsen:
- in Namen loge 'Union', opgericht als veldloge door generaal majoor Houston onder de G.L.S. in 1764, met zetels respectievelijk te Namen, Sluis, Doornik, Ieper, Steenbergen, Nijmegen, Bergen op Zoom, Maastricht en Veere, slapend sedert 1809 - tweetalig Engels en Frans
- in Brussel  loge 'Saint-Charles,' opgericht als veldloge door Karel van Lotharingen onder de G.L.S. in 17XX, slapend sedert 17XX - Franstalig
- in Doornik  loge 'Les Amis Inséparables', opgericht onder de G.L.S. in 1767, overgegaan naar de Provinciale Grootloge voor de Oostenrijkse Nederlanden in 1770, opgegaan samen met 'L'Unanimité' in 'Les Amis Réunis' te Doornik in 1770 - Franstalig
- in Doornik loge 'L'Unanimité' opgericht onder de G.L.S. in 1769, overgegaan naar de Provinciale Grootloge voor de Oostenrijkse Nederlanden in 1770, opgegaan samen met 'Les Amis Inséparables' in 'Les Amis Réunis' te Doornik in 1770 - Franstalig
- in Namen loge 'La Parfaite Union', opgericht onder de G.L.S. in 1770, overgegaan naar de Provinciale Grootloge voor de Oostenrijkse Nederlanden in 1777, omgenoemd tot 'La Bonne Amitié'  in 1777, overgegaan naar het Grand Orient de France (G.O.d.F.) in 1808, overgegaan naar het Grootoosten der Nederlanden (G.O.N.) in 1815, overgegaan naar het Grootoosten van België (G.O.B.) in 1833 onder n° 2, omgenoemd tot 'La Bonne Amitié n° 1-François Bovesse' in 1945 - Franstalig